# Prêmio Juca Pato
Der Prêmio Juca Pato ist ein brasilianischer Literaturpreis. Er wurde 1962 auf Anregung von Marcos Rey ins Leben gerufen, um jedes Jahr das Buch auszuzeichnen, das die brasilianische Kultur im Vorjahr am besten zum Ausdruck brachte. Dem Gewinner wird der Titel Intelectual do Ano zugeschrieben. Benannt ist der Preis nach Juca Pato, einer Figur, die vom Journalisten João Lélis Vieira (1880–1948) geschaffen und durch den Zeichner Benedito Carneiro Bastos Barreto (1896–1947) unsterblich wurde. Juca Pato war eine Comicfigur, intelligent und schlecht gekleidet, die sich wie die Mehrzahl der Schriftsteller mit Mühen durchs Leben schlug.
Mit Ausnahme der Jahre 1993 und 1994 wurde der Preis seit 1962 einmal im Jahr von der Zeitung Folha de São Paulo und dem Brasilianischen Schriftstellerverband UBE (União Brasileira de Escritores) in São Paulo vergeben.

## Preisträger
| - 1962 – San Tiago Dantas - 1963 – Afonso Schmidt - 1964 – Alceu Amoroso Lima - 1965 – Cassiano Ricardo - 1966 – Caio Prado Júnior - 1967 – Érico Veríssimo - 1968 – Menotti Del Picchia - 1969 – Jorge Amado - 1970 – Pedro Antonio de Oliveira Ribeiro Neto - 1971 – Josué Montello - 1972 – Cândido Mota Filho - 1973 – Afonso Arinos de Melo Franco - 1974 – Raimundo Magalhães Júnior - 1975 – Juscelino Kubitschek - 1976 – José Américo de Almeida - 1977 – Luís da Câmara Cascudo - 1978 – Sobral Pinto - 1979 – Sérgio Buarque de Holanda - 1980 – Dalmo de Abreu Dallari - 1981 – Paulo Bonfim - 1982 – Carlos Drummond de Andrade - 1983 – Cora Coralina - 1984 – Fernando Henrique Cardoso - 1985 – Carlos Alberto Libânio Christo - 1986 – Antônio Callado - 1987 – Abguar Bastos - 1988 – Alexandre José Barbosa Lima Sobrinho | - 1989 – Paulo Evaristo Arns - 1990 – Lêdo Ivo - 1991 – Fábio Lucas - 1992 – Rachel de Queiroz - 1995 – Marcos Rey - 1996 – Luis Fernando Veríssimo - 1997 – Sábato Magaldi - 1998 – José Mindlin - 1999 – Jacob Gorender - 2000 – Octavio Ianni - 2001 – Salim Miguel - 2002 – Gilberto Mendonça Teles - 2003 – Alberto da Costa e Silva - 2004 – Luiz Gonzaga de Mello Belluzzo - 2005 – Luiz Alberto de Vianna Moniz Bandeira - 2006 – Samuel Pinheiro Guimarães - 2007 – Antonio Candido de Mello e Souza - 2008 – Lygia Fagundes Telles - 2013 – Audálio Dantas - 2014 – João Batista de Andrade - 2015 – Bresser Pereira - 2016 – Luiz Bernardo Pericás - 2017 – Renata Pallottini - 2018 – Milton Hatoum - 2019 – Ignácio de Loyola Brandão - 2020 – Ailton Krenak - 2021 – Laerte Coutinho - 2022 – Júlio Lancellotti |